# ビゴ
有限会社ビゴ（Bigot）は、兵庫県芦屋市に本社を置き、フランスパンを中心としたパンや洋菓子の製造販売（ベーカリー・パティスリー）を行うビゴの店を運営する企業である。店名の「ビゴ」はフランス出身の創業者フィリップ・ビゴに由来する。兵庫県阪神地区を中心に店舗を展開している。

## 概要
創業者であるフィリップ・ビゴは、1942年9月17日、フランスのル・マンで生まれた。1963年にパリで「フランスパンの権威」と称されたレイモン・カルヴェルに師事して製パンを学んだ後、カルヴェルの薦めにより1965年4月に東京で開催された「国際見本市」での製パン実演のために来日。その後ドンクに迎えられ、ドンクの製パン職人兼講師的な存在として、神戸三宮、東京、札幌などのドンク各店舗を回った。
1972年2月22日、兵庫県芦屋市松ノ内町に「ドンク芦屋店」を譲受する形で「ビゴの店」第1号店を開店。1980年にドンクと共同出資で「ドゥース・フランス」を設立。1982年頃、芦屋市業平町に本店を移転。
1995年1月17日に発生した阪神・淡路大震災では、店舗の多くが被災した。
フィリップ・ビゴは、1982年にフランスのシュバリエ勲章（農事功労賞）、1990年にオフィシエ勲章（学術教育功労賞）、2003年10月にレジオン・ドヌール勲章、2017年に現代の名工（卓越した技能者）等の受賞歴を有する。2018年9月17日に死去した。

## 店舗
- ビゴの店本店：兵庫県芦屋市業平町6-16
- ビゴの店芦屋大丸店：兵庫県芦屋市船戸町1-31 大丸芦屋店内1階
- ビゴの店イオン神戸北店：兵庫県神戸市北区上津台8-1-1 イオンモール神戸北1階
- ビゴの店上津台店：兵庫県神戸市北区上津台2丁目15-4
- 神戸国際会館店：兵庫県神戸市中央区御幸通8丁目1-6 神戸国際会館 地下2階
- ビゴの店甲陽園店：兵庫県西宮市甲陽園本庄町9-17
- レスカエコ・ビゴ：兵庫県芦屋市大桝町1-21 コンコルディア芦屋2階
- オー・ボン・サンドウィッチビゴ：兵庫県芦屋市大原町12-28 ロザンカン1階東
- オー・ボン・グー（AU BON GOUT）：兵庫県西宮市松下町9-33
- AUX BONS GATEAUX BIGOT（オー ボン ガトー ビゴ）：西宮市松下町9-33
- ビゴの店 東京ドームシティラクーア店：東京都文京区春日1-1-1 東京ドームシティラクーア1階 DERI&DISH

## 参考資料
- 神戸新聞（2005/12/08）[リンク切れ]
- 『広報あしや』No.987、2008年5月1日号